# Баннинг, Джим
Джеймс Пол Дэ́вид «Джим» Ба́ннинг (англ. James Paul David "Jim" Bunning, 23 октября 1931, Саутгейт, штат Кентукки — 26 мая 2017) — американский политик, сенатор США от штата Кентукки, в прошлом — известный профессиональный бейсболист, выступавший на позиции питчера.
В Главной лиге бейсбола дебютировал 20 июля 1955 года за «Детройт Тайгерс». Выступал также за команды «Филадельфия Филлис» (1964—1967), «Питтсбург Пайрэтс» (1968—1969 и 1970—1971), «Лос-Анджелес Доджерс» (1969). Всего в МЛБ отыграл 17 сезонов. Последнюю игру провёл 3 сентября 1971 года.
7 раз включался в сборную всех звёзд. Номер 14, под которым Баннинг выступал за «Филадельфия Филлис», навечно выведен клубом из обращения. В 1996 году был включён в Зал славы бейсбола.